# Omoni naitemasu
Omoni naitemasu (主に泣いてます?) es un manga de comedia escrito e ilustrado por Akiko Higashimura, fue serializado en la revista Morning desde 2010 hasta 2012; en julio de 2012 se realizó una adaptación a drama para televisión. La historia gira en torno a la vida de una mujer que es absurdamente hermosa y que intenta esconderse por ello.

## Argumento
Konno Izumi es una joven que se dedica a ser modelo para dibujantes de arte, es una persona extremadamente hermosa y esto le ha ocasionado muchos problemas tanto en su vida diaria como en sus anteriores trabajos, donde era frecuentemente acosada por sus colegas, pues estos se enamoraban de ella a primera vista. Izumi se ganó enemigos y varios acosadores que aún la buscan para tener una relación con ella, pero ella se niega. Izumi entonces decide trabajar en un pequeño estudio de arte llamado Atelier jin, donde posa como modelo para los dibujantes que ahí estudian. En el estudio la vida de Izumi es tranquila junto a una joven estudiante llamada Midorikawa Tsune; pero de pronto, la tranquilidad se ve cambiada con la llegada de un nuevo instructor de dibujo y arte, un joven talentoso que intenta no enamorarse de la exagerada belleza de Izumi. La historia se desarrolla en Mukojima Sumida-ku, Tokio.

## Personajes
Konno Izumi (紺野泉?)
Izumi es una joven adulta que es conocida por su exagerada belleza, es una chica decidida pero un poco extraña, lo que más le gusta es el arte del dibujo; durante sus anteriores trabajos ha tenido problemas con su belleza, siendo acosada por sus colegas en busca de una cita con ella, su belleza es tal que muchos de ellos han tenido accidentes y malentendidos.
Midorikawa Tsune (緑川つね?)
Tsune es una adolescente de la escuela media que estudia pintura en el Atelier jin junto a Konno, además de ser su única amiga también cumple la función de ser su guardaespaldas; es diseñadora de cosplay, está muy apegada a su amiga y hace lo posible para alejarla de sus acosadores, ayudandola de formas extrañas en ocasiones.
Akamatsu Keisuke (赤松啓介?)
Estudiante de pintura de la Universidad de Arte de Tokio, es enviado al Atelier jin durante un mes como instructor a tiempo parcial para obtener créditos en sus estudios; a pesar de querer tomarse en serio su trabajo, lidia a diario con las ocurrencias de Konno y Tsune. Dice ser gay para que Tsune no sospeche de él y evite enamorarse de la belleza de Konno.
Nobuchika Komomo (小桃宣親?)
Komomo es uno de los compañeros de clase de Tsune, es un adolescente rollizo muy tímido, le gusta hornear galletas, que lleva a su amiga y a Izumi. Al parecer siente atracción por Keisuke, el nuevo instructor del Atelier jin al escuchar que posiblemente sea gay.
Toki (トキ?)
Es una anciana de muy baja estatura que trabajó para un restaurante. Es la casera de los departamentos donde vive Konno.

## Manga
Omoni naitemasu es un manga de comedia escrito e ilustrado por la mangaka Akiko Higashimura, autora de mangas como Kuragehime; el manga fue serializado por la revista Morning de la editorial Kōdansha desde marzo de 2010 hasta diciembre de 2012, la editorial publicó el manga en un total de 10 tomos.

### Lista de volúmenes
| N.º | Título       | Fecha de lanzamiento     | ISBN original          |
| --- | ------------ | ------------------------ | ---------------------- |
| 1   | «Volumen 1»  | 23 de agosto de 2010     | ISBN 978-4-06-372933-7 |
| 2   | «Volumen 2»  | 22 de diciembre de 2010  | ISBN 978-4-06-372967-2 |
| 3   | «Volumen 3»  | 23 de febrero de 2011    | ISBN 978-4-06-372978-8 |
| 4   | «Volumen 4»  | 23 de junio de 2011      | ISBN 978-4-06-387009-1 |
| 5   | «Volumen 5»  | 22 de octubre de 2011    | ISBN 978-4-06-387050-3 |
| 6   | «Volumen 6»  | 23 de marzo de 2012      | ISBN 978-4-06-387091-6 |
| 7   | «Volumen 7»  | 22 de junio de 2012      | ISBN 978-4-06-387130-2 |
| 8   | «Volumen 8»  | 21 de septiembre de 2012 | ISBN 978-4-06-387151-7 |
| 9   | «Volumen 9»  | 23 de enero de 2013      | ISBN 978-4-06-387182-1 |
| 10  | «Volumen 10» | 22 de marzo de 2013      | ISBN 978-4-06-387202-6 |